# Plan (biståndsorganisation)
Plan International Sverige är en svensk stiftelse knuten till den internationella barnrättsorganisationen Plan International. 
Plan International Sverige är en del av den globala barnrättsorganisationen Plan International, som är en av världens största och äldsta barnrättsorganisationer. Plan International arbetar för att stärka barns rättigheter och flickors lika villkor. Organisationen  grundades 1937 och har verksamhet i över 80 länder över hela världen. Organisationen är politiskt och religiöst oberoende och all verksamhet utgår från FN:s barnkonventionen och FN:s kvinnokonventionen. Plan International har över 10 000 anställda och tusentals volontärer runt om i världen. Ungefär 40 miljoner barn deltar i Plan Internationals verksamheter och får stöd årligen.
Plan International arbetar förebyggande och långsiktigt, men finns också på plats i akuta katastrofer. 
Varje år i samband med Internationella flickdagen den 11 oktober delar Plan International Sverige ut årets Flickapris. Flickapriset går till en person eller organisation i Sverige som har gjort en extra insats för att synliggöra flickors rättigheter och motverka kränkningar av dessa. Flickapriset instiftades 2022.

## Historia
Plan International  grundades 1937 av den brittiske journalisten John Langdon-Davies och biståndsarbetaren Eric Muggeridge, som tjänstgjorde under spanska inbördeskriget. De grundade Foster Parents Plan for Children in Spain, vars ursprungliga mål var att ge barn mat, boende och utbildning. Langdon-Davies kom på idén att utveckla en relation mellan barnen och givarna, vilket lade grunden för Plan Internationals sätt att kommunicera med givare – det som senare kom att kallas för fadderskap.
Vid utbrottet av andra världskriget expanderade Plan International sitt arbete för att hjälpa krigsdrabbade barn i Europa. Under 1950-talet började organisationen gradvis utöka sitt arbete till Afrika, Asien, Latinamerika och Karibien. Organisationen antog namnet Plan International för att återspegla arbetet för barn oavsett var i världen de bor.

## Verksamhet
Plan International arbetar långsiktigt, men också i akuta katastrofer. Organisationen arbetar tillsammans med barn, deras föräldrar, lärare och politiska ledare för att skapa förändring. Plan International finns på plats i städer, byar, flyktingläger och där stora beslut fattas. På så sätt skapas långsiktig förändring för såväl individer som hela samhällen.
Vid kriser eller katastrofer är Plan International på plats för att rädda liv och ge barn och deras familjer skydd. Men lika viktigt som det är att bygga upp ett samhälle efter en katastrof, är det att stärka det inför framtida utmaningar.
Plan International Sverige arbetar med sex prioriterade områden:
- Barns rätt till trygghet och skydd
- Barns och ungas rätt att fatta beslut om sin kropp, sin sexualitet och sina relationer
- Barns rätt till utbildning
- Barns rätt till delaktighet och möjlighet att påverka
- Stärka ungas ekonomiska möjligheter
- Barns tidiga utveckling och hälsa[5]

Över hela världen blir flickor diskriminerade och utsatta, de får ofta mindre mat, omsorg och möjlighet att utvecklas. För att möta alla barns behov genomsyras verksamheten därför av ett jämställdhetsperspektiv, att alla barn ska värderas lika och slippa begränsas av snäva normer kopplade till kön. Alla gynnas av och behövs i arbetet för jämställdhet.
Plan International Sverige har tagit fram en lista med tio punkter för att säkra flickors frihet och rättigheter: Agenda för flickor. 

## Organisation
Plan International har över 10 000 anställda och tusentals volontärer i över 80 länder. Drygt 20 av dessa är insamlingsländer vars uppgift är att mobilisera politiskt och finansiellt stöd och bistå med kompetens till projekt och program i de över 50 länder som har fokus på programverksamhet. Plan International har fyra kontor som arbetar för att påverka den globala politiken för barns rättigheter i Bryssel, Genève, New York och Addis Abeba.

## Plan International Sverige
Plan International Sverige insamlingsstiftelse startades 1997. Plan International Sveriges första generalsekreterare var Anna Hägg-Sjöquist (1997–2016). Nuvarande tf. generalsekreterare är Christina Carlsson (2025–). På huvudkontoret i Stockholm arbetar omkring 60 personer. Plan International Sveriges intäkter kommer från privatpersoner, företag, institutioner och organisationer. År 2021 hade Plan International Sverige runt 100 000 faddrar eller månadsgivare.
Övriga intäkter kommer från institutionella givare som Sida och EU samt organisationer som Postkodlotteriet och Radiohjälpen.
Plan International Sverige har 90-konto och kontrolleras av Svensk insamlingskontroll. Det innebär att minst 75 procent av insamlade medel måste gå till programverksamhet och max 25 procent till administration. 2022 gick 85,5 procent av Plan International Sveriges intäkter till ändamålet och 14,5 procent till insamling och administration.
Plan International Sverige hade ett samarbete med TV4 mellan 1997 och 2009 då man arrangerade en årlig TV-gala, Faddergalan.